# Ernst Wilhelm von Standtfest
Ernst Wilhelm von Standtfest (* 6. Mai 1822 in Kauppa; † 16. Juni 1886 in Riesa) war ein sächsischer Generalmajor.

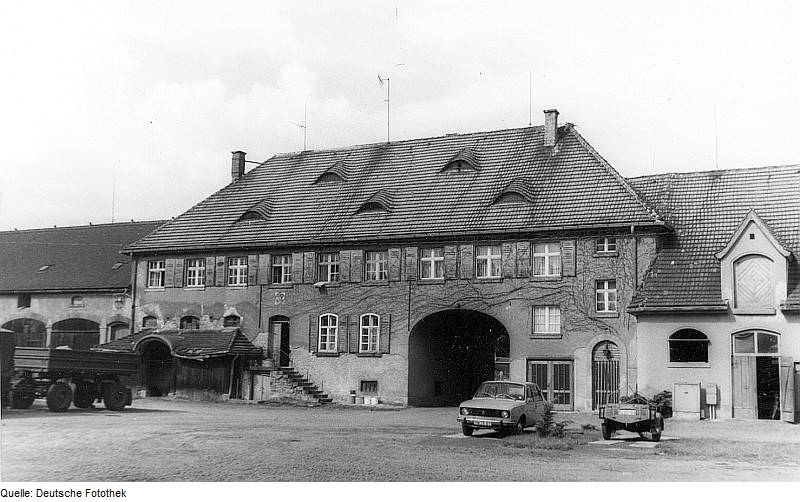
Ehemaliges Rittergut Kauppa, Standfests Geburtshaus (Aufnahme 1987)

## Leben

### Herkunft

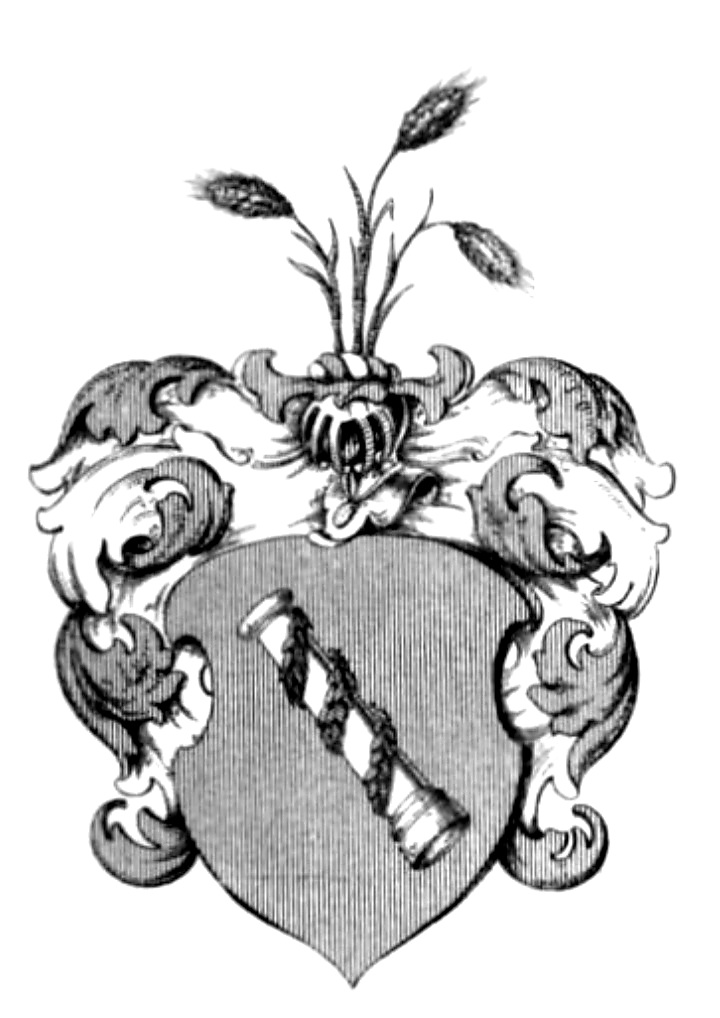
Wappen derer von Standfest nach dem Adelsbrief von 1813

Der Großvater war Johann Gotthelf Standfest, vormals gräflich Hoym'scher und Dohna'scher Ökonomieinspektor, nachmals Rittergutsbesitzer auf Kauppa mit Jetscheba und Commerau in der Oberlausitz. König Friedrich August I. erhob ihn am 20. Februar 1813 zu Dresden in erblichen sächsischen Adelsstand. Nach dem Tod des Großvaters 1825 erbte sein Sohn, Ernst Wilhelms Vater Wilhelm von Standfest († 1856), dessen Besitz. Seine Ehefrau war Marie Luise von der Beeck († Juli 1881), mit der wenigstens einen Sohn Wilhelm Gotthelf (* 1856) hatte.

### Militärkarriere
Standtfest absolvierte 1837/41 das Kadettenkorps in Dresden und wurde anschließend als Portepeejunker im Garde-Reiter-Regiment der Sächsischen Armee angestellt. 1842 avancierte er zum Leutnant und durchlief in den folgenden Jahren eine typische militärische Laufbahn, wonach er am 18. Oktober 1849 zum Oberleutnant aufstieg. Am 25. Juli 1855 erfolgte mit der Beförderung zum Rittmeister die Ernennung zum Eskadronchef beim 1. Reiter-Regiment. Daran schloss sich ab Anfang April 1866 als Major eine Verwendung im 3. Reiter-Regiment an, mit dem er sich am folgenden Krieg gegen Preußen beteiligte.
Nach der Niederlage Sachsens avancierte er am 23. Dezember 1866 zum Oberstleutnant und stieg am 1. April 1867 zum Regimentskommandeur auf. In dieser Stellung wurde Standtfest am 12. Dezember 1868 zum Oberst befördert. Er führte sein Regiment nach Ausbruch des Krieges gegen Frankreich in den Kämpfen bei Gravelotte und Beaumont sowie bei der Einschließung von Paris. Für sein Wirken zeichnete ihn König Johann mit dem Ritterkreuz mit Kriegsdekoration seines Verdienstordens aus. Außerdem erhielt Standtfest die Erlaubnis zur Annahme des Eisernen Kreuzes II. Klasse. In Genehmigung seines Abschiedsgesuches wurde er am 26. November 1871 unter Verleihung des Charakters als Generalmajor zur Disposition gestellt.

### Zivilleben
Im Ruhestand war Standtfest als stellvertretender Vorsitzender des Großenhainer Zweigvereins für die Innere Mission tätig. Auch ist er für 1880/81 als Stadtrat und Stellvertreter des Vorstands des Eichamts zu Riesa belegt. 1883 wurde er aufgrund seiner Verdienste für die Stadt, Kirche, Schule und gemeinnützige Anstalten zum Ehrenbürger von Riesa ernannt. 1884 legt er aus gesundheitlichen Gründen sein Mandat als Abgeordneter der Großenhainer Bezirksversammlung nieder.